# نونافيك
نونافيك (بالإينكتيتوتية: ᓄᓇᕕᒃ) (سابقا كيبيك الجديد)، هو الاسم الذي يطلق على اقليم من ولاية كيبيك.
يقع هذا الإقليم شمال خط العرض 55 .
يتبع إلى مديرية (دائرة) شمال كيبيك.

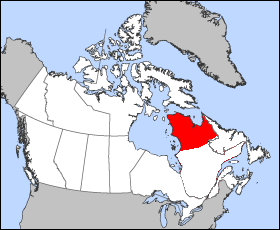
الحدود التقريبية لاقليم نونافيك ، كيبك ، كندا

مساحته حوالي 507,000 كيلومتر مربع من البحيرات وتتكون من الأنهار الجليدية ومن التندرا ومن الغابات الشمالية.
يسكنه حوالي 11,000 شخص، 90٪ منهم هم من الإسكيمو، يعيشون على طول الساحل في 14 قرية شمالية والمكونة لنظام إداري جهوي والمعروفة هناك كاتيفيك
هناك أيضا قرية للهنود الأمريكيين الأصليين من قبيلة الكري تسمى وابماغوستي
اسم الإقليم مشتق من النونافيميوتيتوتية وهي لهجة محلية من اللغة الاينوكتيتوتية يتكلم بها في اقليم النونافيك ويعني الأرض التي نعيش فيها أو الأرض الكبرى
ان السكان الاينويت يسمون انفسهم نونافيميوت

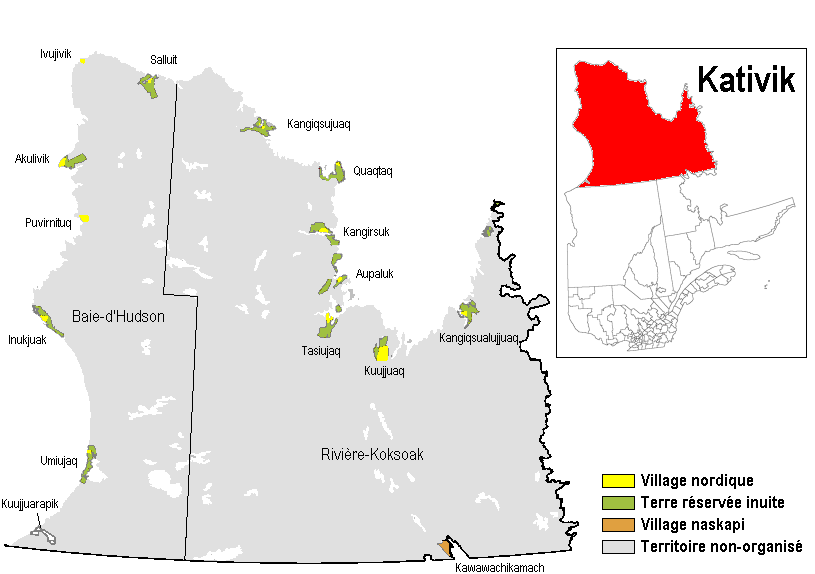
خريطة الإدارة الجهوية كاتيفيك

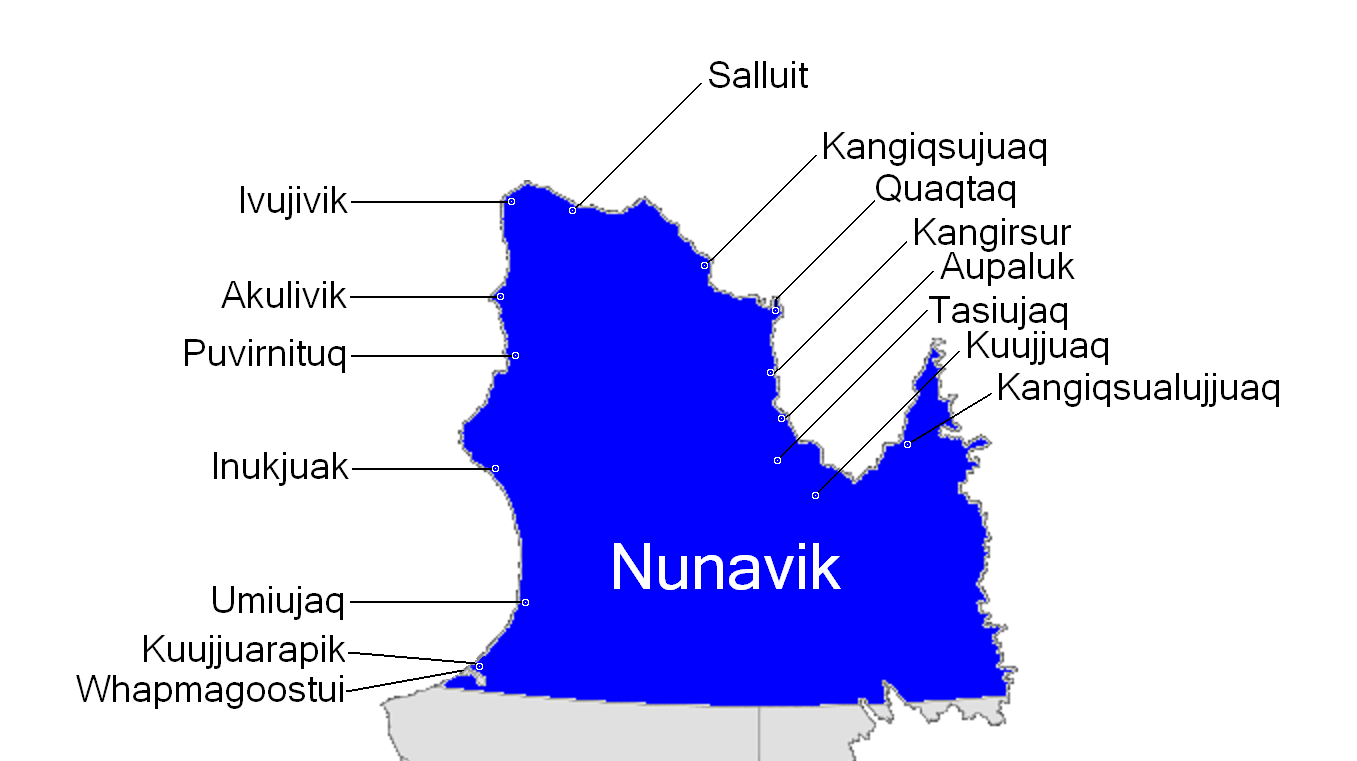
مواقع قرى النونافيك